# Amos 2
Amos 2 — ізраїльський комерційний супутник зв'язку, частина серії супутників Амос. Виведений на геостаціонарну орбіту з вагою 1370 кг (з них 450 кг газового палива) ракетою Союз-ФГ в позицію 4° західної довготи 27 грудня 2003 21:30 UTC з космодрому Байконур. Обслуговує три регіони: Середній Схід з Ізраїлем включно, Європу та східне узбережжя США. Розрахунковий термін експлуатації — 12 років (до 2016 року).